# Кашу
Кашуто, известно още като индийски фъстък или индийско кашу (Anacardium occidentale), е вид дърво от семейство смрадликови (Anacardiaceae). Произхожда от Бразилия и получава последващото си разпространение, благодарение на усилията на португалски изследователи. Среща се в Мозамбик, Танзания, Кения, Индия, Гвинея-Бисау и Бразилия.

## Дървото кашу
Дървото кашу е вечнозелено. То е ниско (10 – 12 m) с късо, често недобре оформено стъбло. Листата са спираловидно разположени с елипсовидна форма. Има плодоносен живот до 45 години, като едно дърво може да даде до 300 плода в годината.

## Кашу-ябълката и ядката-кашу
Кашу-ябълка изглежда сякаш тя е плодът на растението, но в действителност той е издатината с формата на бъбрек, висяща от края ѝ, а самата т.нар. ябълка (с овална форма и повече подобна на круша) е видоизменена част от дръжката му. Първи на дървото израства истинският плод, а след това от дръжката му се формира кашу-ябълката. Тя има има жълт или червен цвят и достига дължина около 5 – 11 cm. Кашу-ябълката може да се яде и е сладка на вкус. Тя има силна сладникава миризма. Месестата ѝ част е сочна (и от нея се добива натурален сок), но кората ѝ е лесно ранима и затова тази част е трудна за транспортиране, както и въобще за товарене и съхранение.
В истинския плод на кашу-дървото има едно-единствено семе (въпреки че това е правилният ботанически термин, всички наричат го наричат „ядка“). Понякога повече от една ядка-кашу расте върху една „ябълка“.
Кашуто-ядка е обвито в двойна черупка, поради това процесът на обработка е дълъг и сложен. Първо плодът (бъбрековидната форма) се пече с шушулката, за да може да се разчупи. След това остава само обвитата в ципа ядка (всъщност – семе), която трябва да се премахне на ръка. Това е една от причините за високата цена на ядките-кашу.

## Хранителна стойност и съхранение
Кашуто е богато на магнезий и фосфор. Магнезият играе важна роля за засилването на костите и за активността на ензимите. В кашуто се съдържа и желязо, което е важна част от хемоглобина, влизащ в състава на червените кръвни телца. Това го прави препоръчителна част от диетата на хората с наднормено тегло и на диабетиците.
Ядките се съхраняват в непрозрачна опаковка, така че да се гарантира, че няма излагане на светлина и съответно – възможност ядката да граняса. Ако ядките са изложени на пряка слънчева светлина и топлинна обработка, не се запазва качеството на продукта, тъй като той съдържа мазнини, които могат лесно да се развалят. След отваряне на опаковката е най-добре да се съхраняват на сухо и хладно място, най-добре – в хладилник.

## Продукти от кашу
- Ядките-кашу се предлагат печени, най-често като мезе към високоалкохолни напитки. Има тенденция да се прибавят към салати.
- Кашу-ябълките се консумират като местен деликатес в Африка, Бразилия и Индия.
- Брашното от кашу е деликатес, с който се правят питки и каши.
- Маслото от кашу е деликатес, който се използва по-широко в медицината, фармацията и козметиката, и по-слабо – в кулинарията.
- Кремът от кашу се приготвя бързо и лесно и има отличен вкус; може да се полза и вместо майонеза за сандвичи или (например смесен с малко чесън на прах и пресни пиперки) – за направа на веган-сос. Може да се подслажда с помощта на ванилия на прах, в комбинация с малко шоколад.[2]